# Вязанкин, Николай Сергеевич
Николай Сергеевич Вязанкин (2 февраля 1921 — 28 августа 1990) — советский учёный, доктор химических наук, лауреат Государственной премии СССР.
Родился в селе Тольский Майдан Нижегородской губернии.
В 1939 году с отличием окончил Горьковскую школу № 1 и поступил в Московский горный институт. Вскоре после начала учёбы добровольцем записался в РККА для участия в войне с Финляндией, красноармеец 41 полка 84 стрелковой дивизии. Попал в плен, после окончания войны арестован и приговорен к 5 г. ИТЛ. Отбывал наказание в Дудинке.
Освобождён и призван в Армию 7 сентября 1943 года и направлен на фронт, командир отделения взвода химзащиты 13-й гвардейской Ровенской кавалерийской дивизии, Первый и Второй Украинские фронты. Награждён медалями «За боевые заслуги» (06.08.1944) и «За отвагу» (22.05.1945).
В 1945 году демобилизовался и поступил в Горьковский государственный университет на химический факультет. После его окончания (1950, с отличием), по распределению уехал работать в г. Рубцовск на тракторный завод.
В 1953 году по рекомендации академика Г. А. Разуваева поступил в аспирантуру только что организованного в Москве Института элементоорганических соединений АН СССР, где занимался под научным руководством академика Ивана Людвиговича Кнунянца.
Предложил простое и оригинальное решение синтеза алифатических дикарбоновых кислот – сырья для производства  полимеров типа нейлона и капрона. 
С 1956 года ассистент кафедры органической химии в Горьковском университете. В 1957 г. защитил кандидатскую диссертацию:
- Восстановительная димеризация производных α, β-ненасыщенных кислот : диссертация … кандидата химических наук : 02.00.00. — Москва, 1957. — 104 с. : ил.

В 1963 году защитил докторскую диссертацию:
- Гомологические реакции элементоорганических соединений IV группы : диссертация … доктора химических наук : 02.00.00. — Горький, 1963. — 401 с. : ил.

В 1957 году возглавил группу по разработке технологии промышленного производства тетраэтилсвинца (ТЭС) и этиловой жидкости на его основе, которое было организовано на специально построенном заводе в г. Дзержинске.
В 1963 г. Н. С. Вязанкин, Г. А. Разуваев и аспирант Е. Н. Гладышев синтезировали новые соединения методом получения производных со связью металл — металл, эта реакция носит название «гидридный метод Разуваева — Вязанкина».
В 1968 году, когда на основе Лаборатории стабилизации полимеров АН СССР в г. Горький был создан Институт химии Академии наук СССР, был назначен заместителем директора по научной работе и заведующим лабораторией металлоорганических соединений. Одновременно оставался в должности профессора кафедры органической химии ГГУ.
В 1973 г. переехал в Иркутск, где до 1988 года работал заместителем директора Иркутского института химии СО АН СССР.
Умер 28 августа 1990 г. после тяжёлой болезни.
Лауреат Государственной премии СССР 1970 года — за цикл работ по синтезу и реакционной способности би- и полиметаллоорганических соединений (1963—1970).